# United Airlines Tournament of Champions 1974
Lo United Airlines Tournament of Champions 1974 è stato un torneo di tennis giocato sulla terra rossa. È stata la 1ª edizione del torneo, che fa parte del Virginia Slims Circuit 1974. Si è giocato a Orlando negli USA dal 16 al 22 settembre 1974.

## Campionesse

### Singolare
Martina Navrátilová ha battuto in finale  Julie Heldman con il punteggio di 7–6(4), 6–4

### Doppio
Françoise Dürr /  Betty Stöve hanno battuto in finale  Rosie Casals /  Billie Jean King con il punteggio di 6–3, 6–7, 6–4